# Чернівецький торговельно-економічний інститут Державного торговельно-економічного університету
Чернівецький торговельно-економічний інститут Державного торговельно-економічного університету — державний ЗВО найвищого (четверого) рівня акредитації, заснований у 1966 році як структурний підрозділ Державного торговельно-економічного університету. Знаходиться у м. Чернівці, Україна.

## Історія
У березні 1966 року наказом Міністра торгівлі Української РСР № 125 «Про організацію Київського торгово-економічного інституту» на базі Київського філіалу Донецького інституту радянської торгівлі був організований Київський торгово-економічний інститут з одночасним створенням Чернівецького філіалу. Першим директором Чернівецького філіалу КТЕІ став кандидат економічних наук, доцент Іван Трохимович Петрук.

З 1969 року по 1974 рік здійснювався набір студентів на денну форму навчання.
У 1987 р. філіал було ліквідовано. Та тодішнє керівництво нашої області одразу відреагувало на цю проблему та неодноразово клопотало щодо відновлення філіалу у місті Чернівцях. Тож, наказом Міністра торгівлі УССР № 232 від 10.08.1987 р. був все-таки створений Чернівецький заочний факультет Київського торгово-економічного інституту.
Того ж року колектив обрав своїм керівником  Ореховську Тетяну Миколаївну, яка й очолила факультет на посаді декана.
У 1992 році при Чернівецькому заочному факультеті КТЕІ було відкрито відділення післядипломної освіти, яке щорічно здійснювало перепідготовку 60, а пізніше 120 фахівців з напряму підготовки «Облік і аудит».
У 1994 році Чернівецький факультет, як складова частина КТЕІ, успішно пройшов свою першу акредитацію за IV рівнем підготовки фахівців.
Значним поштовхом у розвитку вузу стала реорганізація Чернівецького заочного факультету у Чернівецький торговельно-економічний інститут Київського державного торговельно-економічного університету в 1999 р. (наказ Міністерства освіти і науки України № 126 від 30.04.1999 р., наказ ректора КДТЕУ № 718 від 28.05.1999 р.).
На початку 2022 року відбулася реорганізація Київського національного торговельно-економічного університету у Державний торговельно-економічний університет (наказ Міністерства освіти і науки України від 19 листопада 2021 року № 1252 «Про реорганізацію Київського національного торговельно-економічного університету», наказ Міністерства освіти і науки України від 21 січня 2022 року № 43 «Про деякі питання реорганізації Київського національного торговельно-економічного університету», наказ Київського національного торговельно-економічного університету від 25 січня 2022 року № 374). Відповідно назва Інституту змінилася на Чернівецький торговельно-економічний інститут Державного торговельно-економічного університету.

## Адміністрація
- Ректор —  Анато́лій Анто́нович Мазара́кі, доктор економічних наук, професор, академік Національної академії педагогічних наук України, заслужений діяч науки і техніки України, член Атестаційної колегії МОН України, голова НМК з менеджменту і адміністрування та НМК зі сфери обслуговування, голова громадської ради з питань вищої освіти МОН України.

- Директор — Вдовічен Анатолій Анатолійович, доктор економічних наук, професор.

## Директори
- Петрук Іван Трохимович (1966-1968 рр., перший директор інституту)
- Боднарчук Євген Іванович (1968-1970 рр.)
- Анциперова Лідія Арсенівна (1971 р.)
- Бучацький Володимир Йосипович (1971-1983 рр.)
- Чучук Євген Петрович (1983-1987 рр.)
- Ореховська Тетяна Миколаївна (1987-2019 рр.)
- Вдовічен Анатолій Анатолійович (з 2019 р. по сьогодні)

## Матеріально-технічна база
Навчання студентів проводиться у 3-ох корпусах інституту, які розташовані в центральній частині міста. Іногородні студенти мають можливість проживати у гуртожитку.
Також в Інституті функціонують:
- бібліотека;
- читальні зали;
- студентський хаб;
- комп’ютерні лабораторії;
- кабінет самопідготовки;
- мультимедійні кабінети;
- лінгафонні кабінети;
- 8 лабораторій (нейродосліджень та інформаційної безпеки; харчових технологій, стандартизації, сертифікації, метрології та управління якістю; проектування і автоматизації сервісно-виробничих процесів; технології виробництва продукції ресторанного господарства та устаткування; організації готельного обслуговування; технології напоїв і барної справи; лабораторія-студія ресторанних технологій; маркетингових ідей);
- 10 спеціалізованих кабінетів (хімії; туризмознавства; ділового мовлення та академічного письма; менеджменту та антикризового управління; маркетингу та реклами; податкової політики; фінансів, банківської справи та страхування; бухгалтерського обліку;
- база відпочинку «Кормань».

На базі інституту активно діють гуртки та клуби за інтересами: туристичний клуб «Плай», наукові гуртки («Маркетолог», «Пошук», «Фінансист», «Радник бухгалтера», «Профі») та професійні школи (Школа бармена, Школа кулінарної майстерності та сервісу, Школа кондитера, Школа здорового способу життя, Школа гостинності).

## Кафедри
- Кафедра фінансів, обліку і оподаткування
- Кафедра менеджменту, маркетингу і міжнародної логістики
- Кафедра харчових технологій, готельно-ресторанного і туристичного сервісу

## В Інституті здійснюється підготовка здобувачів вищої освіти

### за ступенями вищої освіти:
- бакалавр
- магістр

### за освітніми програмами:
- Міжнародна логістика та управління ланцюгами постачання
- Облік і оподаткування
- Фінанси, банківська справа, страхування та фондовий ринок
- Фінансовий моніторинг та податковий менеджмент
- Управління бізнесом
- Менеджмент маркетингової діяльності
- Маркетинг
- Ресторанні технології та фуд-дизайн
- Харчові технології
- Ресторанні технології та бізнес
- Готельно-ресторанна справа
- Туризм

## Відомі випускники
- Ярмистий Максим Миколайович, Державний секретар Міністерства освіти і науки України
- Запаранюк Руслан Васильович, Голова Чернівецької обласної військової адміністрації
- Атаманюк Альона Ярославівна, Перша заступниця начальника Чернівецької ОВА
- Гринчук Світлана Василівна, Заступник Міністра захисту довкілля та природних ресурсів України з питань з питань європейської інтеграції
- Гешко Іван Тарасович, заслужений майстер спорту України з легкої атлетики
- Каспрук Олексій Павлович
- Яценюк Арсеній Петрович
- Володимир Дорош. Громадський діяч